# Terri Sewell
Terrycina Andrea Sewell, detta Terri (Huntsville, 1º gennaio 1965), è una politica e avvocato statunitense, membro della Camera dei Rappresentanti per lo stato dell'Alabama dal 2011.

## Biografia
Figlia della prima donna nera eletta al consiglio comunale di Selma, Terri fu la prima afroamericana valedictorian della sua scuola. Si laureò a Princeton e poi frequentò Harvard, ottenendo una borsa di studio. Durante le vacanze estive lavorò nell'ufficio dell'allora deputato Richard Shelby.
Nel 1994 cominciò la sua carriera legale. Si occupò soprattutto di garantire un'istruzione adeguata alle ragazze afroamericane, fornendo loro assistenza gratuita. Fu anche una grande sostenitrice dei diritti dei neri.
Nel 2010 quando Artur Davis decise di ritirarsi dalla politica, la Sewell si candidò per occupare il suo posto alla Camera dei Rappresentanti e vinse le elezioni, divenendo così la prima donna afroamericana eletta al Congresso dall'Alabama.
La Sewell è anche molto attiva nelle campagne di sensibilizzazione riguardo al tema della violenza contro le donne.